# Gleditsia australis
Gleditsia australis — вид квіткових рослин з родини бобових (Fabaceae). Поширення: Китай (Гуандун, Гуансі), В'єтнам. Населяє пологі схили, гірські долини, ліси, сонячні місця, росте поблизу доріг, біля струмків.

## Біоморфологічна характеристика
Це дерево заввишки 3–20 метрів. Гілки коричнево-сірі, з міцними колючками. Колючки коричнево-пурпурові, конічні, 3–5 см, гіллясті. Листя перисте або двічі перисте (пер 2–6 пар), 10–18 см; ніжка листка ≈ 1 мм; листочків 5–9 пар, зверху блискучі, від косо-еліптичних до ромбоподібно-довгастих, 2.5–4 × 1–2 см, знизу голі, зверху злегка запушені на жилках, край тупо-пилчастий або майже цілий, верхівка закруглена, часто виїмчаста. Квітки блідо-зелені або зеленувато-білі. Чоловічі квітки: 4–5 мм у діаметрі, кілька зібрані в пучки або в завитки, завитки знову в густі китиці, кілька китиць, що утворюють волоть до 28 см, запушені, пазушні або кінцеві; чашолистків 5, ланцетних, зовні густо запушені; пелюсток 5, еліптичних, ≈ 2 мм, зовні густо запушені, всередині запушені. Двостатеві квіти: 7–9 мм у діаметрі; суцвіття як чоловіче суцвіття, з розсіяними квітками; трубка чашечки ≈ 2 мм, гола; частки чашечки 5 або 6, ланцетні, ≈ 3 мм, зовні запушені; пелюстки 5 або 6, еліптичні, зовні оксамитові. Біб майже сидячий, у сухому стані коричнево-чорний, стиснутий, ремінеподібної форми, (4)6–12 × 1–2.5 см, прямий або злегка вигнутий, стулка шкіряста, з помітно роздутим супротивним насінням. Насіння 5–12, від темно-коричневого до коричнево-чорного кольору, злегка стиснуте, від еліптичного до довгастого, 7–11 × 4–5 мм, гладке. Цвітіння: червень — жовтень; плодіння: листопад — квітень.